# Rhys Williams (lekkoatleta)
Rhys Williams (ur. 27 lutego 1984 w Cardiff) – brytyjski lekkoatleta, płotkarz, trzykrotny medalista mistrzostw Europy. Jest Walijczykiem.
Zdobywca srebrnego medalu w biegu na 400 m przez płotki podczas mistrzostw Europy w Barcelonie (2010) oraz brązowego cztery lata wcześniej w Göteborgu (zdobył również srebro w sztafecie 4 x 400 m). Na igrzyskach Wspólnoty Narodów w 2010 zdobył brązowy medal. Mistrz Europy juniorów z 2003 roku. W 2012 został mistrzem Europy w biegu na 400 metrów przez płotki. W tym samym roku dotarł do półfinału igrzysk olimpijskich w Londynie.

## Osiągnięcia
| Rok  | Zawody                               | Miejsce    | Wynik      | Konkurencja                | Czas    |
| ---- | ------------------------------------ | ---------- | ---------- | -------------------------- | ------- |
| 2001 | Olimpijski Festiwal Młodzieży Europy | Murcja     | 1. miejsce | bieg na 400 m przez płotki | 53,42   |
| 2003 | Mistrzostwa Europy juniorów          | Tampere    | 1. miejsce | bieg na 400 m przez płotki | 51,15   |
| 2005 | Młodzieżowe mistrzostwa Europy       | Erfurt     | 1. miejsce | bieg na 400 m przez płotki | 49,60   |
| 2005 | Młodzieżowe mistrzostwa Europy       | Erfurt     | 1. miejsce | sztafeta 4 x 400 m         | 3:04,83 |
| 2006 | Mistrzostwa Europy                   | Göteborg   | 3. miejsce | bieg na 400 m przez płotki | 49,12   |
| 2006 | Mistrzostwa Europy                   | Göteborg   | 2. miejsce | sztafeta 4 x 400 m         | 3:01,63 |
| 2010 | Mistrzostwa Europy                   | Barcelona  | 2. miejsce | bieg na 400 m przez płotki | 48,96   |
| 2010 | Igrzyska Wspólnoty Narodów           | Nowe Delhi | 3. miejsce | bieg na 400 m przez płotki | 49,19   |
| 2012 | Mistrzostwa Europy                   | Helsinki   | 1. miejsce | bieg na 400 m przez płotki | 49,33   |

## Rekordy życiowe
- bieg na 400 metrów przez płotki – 48,84 s (2013)